# Raquette (sport)

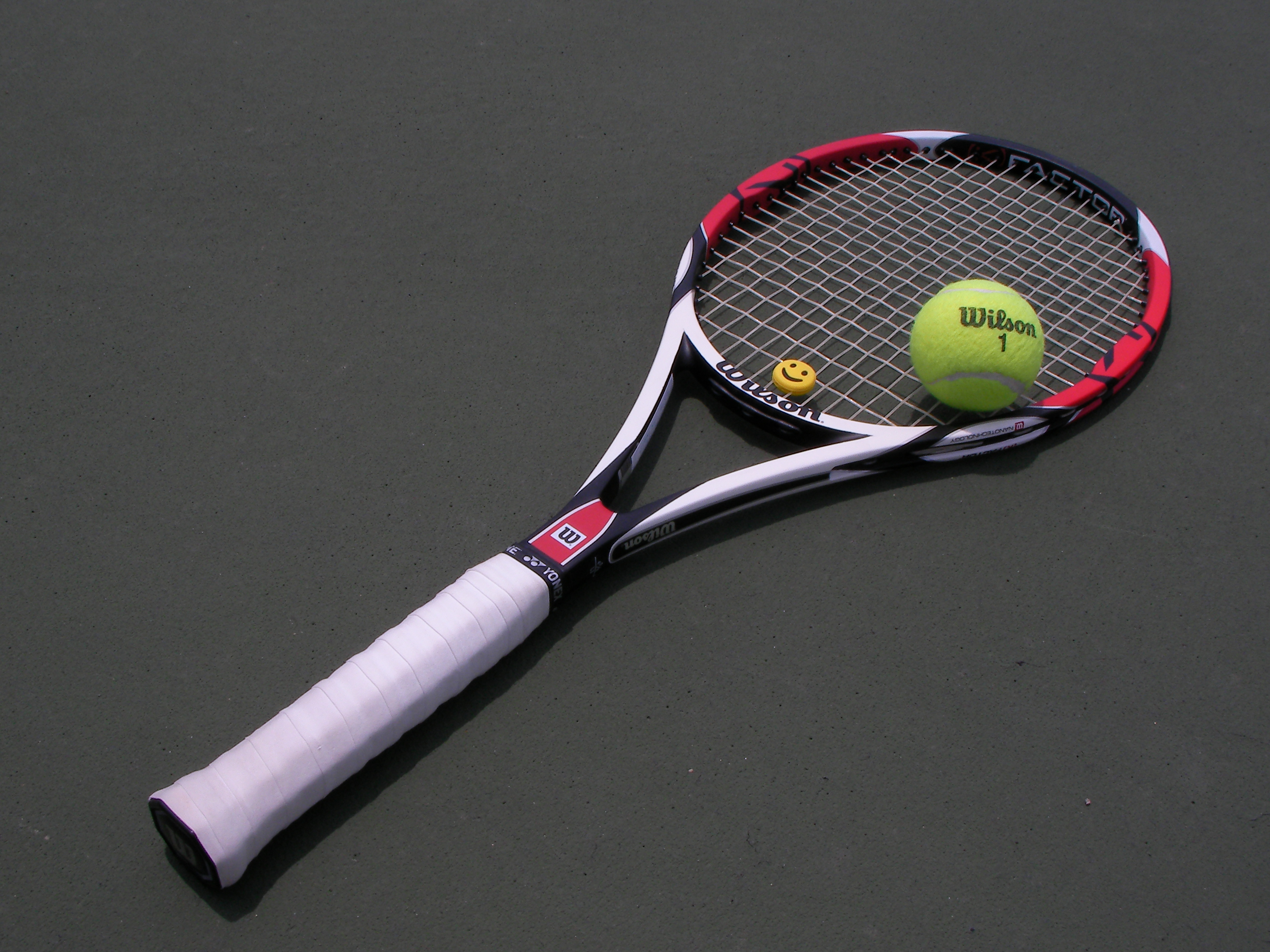
Une raquette de tennis et une balle.

Pour les articles homonymes, voir Raquette.
Pour l’article ayant un titre homophone, voir Racket.
La raquette est un instrument utilisé pour pratiquer certains sports : tennis, tennis de table, badminton, padel et squash. Elle permet de renvoyer à l'adversaire une balle ou un volant .
Elle se compose d'un manche qui permet de la tenir en main, et d'un tamis qui sert à frapper la balle.

## Origines
Le mot raquette vient du latin médiéval rasceta (paume de la main), peut-être de l'arabe rāhat (même acception), ou du latin radere (racler).[réf. nécessaire]
Les premières raquettes furent utilisées vers 1505 pour éviter aux nobles qui jouaient au jeu de paume de se blesser les mains.

## Caractéristiques

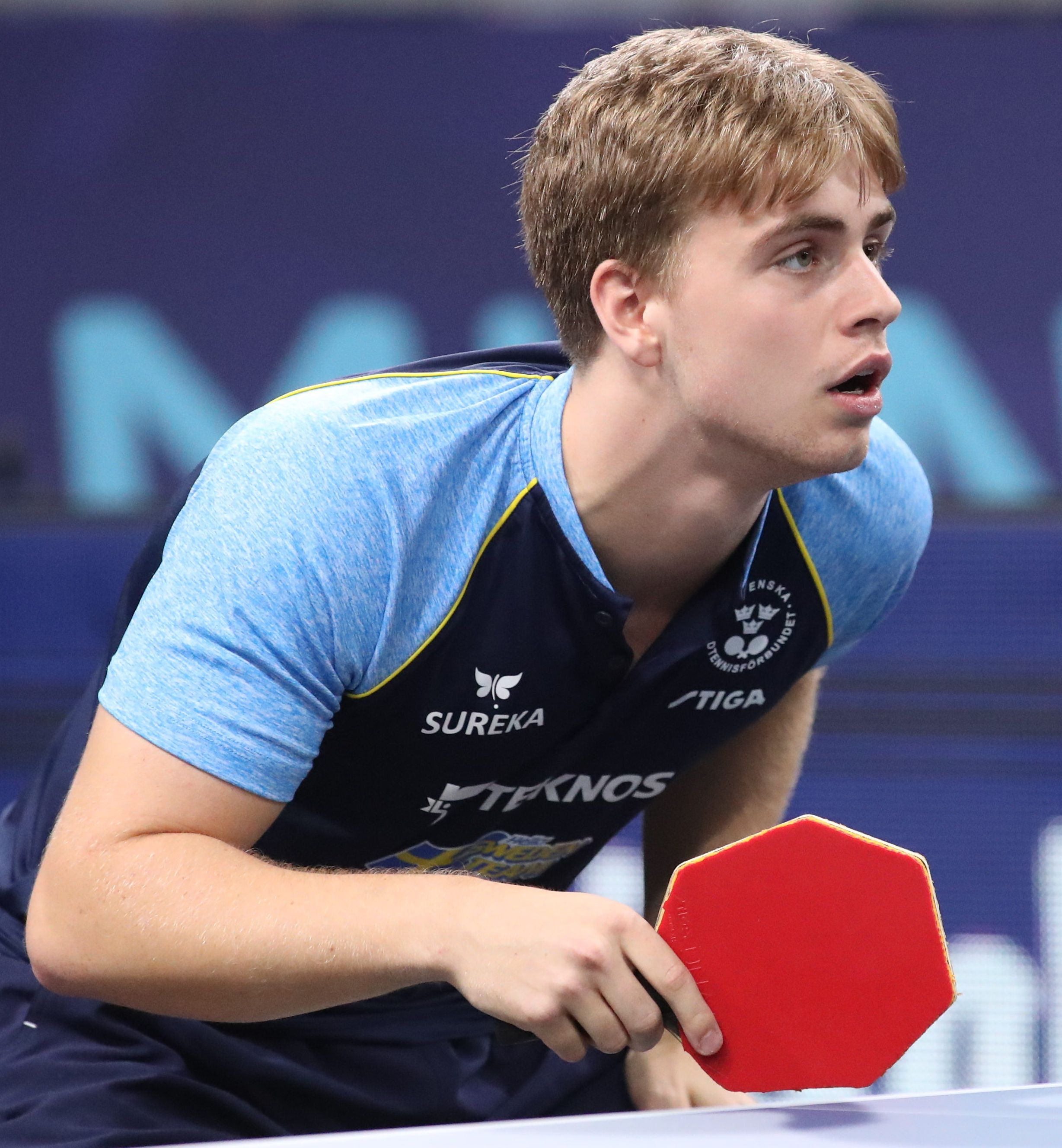
Le pongiste suédois Truls Möregårdh utilisant une raquette heptagonale.

Une raquette se compose de trois parties : 
- La partie servant à frapper appelée « tête de raquette » :
  - au tennis, badminton et squash, elle est constituée d'un cadre qui tend le tamis, un cordage composé de fils de polyester ou de boyau (naturel) ;
  - au tennis de table, elle est en bois vernis, recouverte d'un revêtement en caoutchouc. Entre le revêtement et le bois, il est fréquent d'avoir une épaisseur de mousse synthétique. La forme et la taille de la raquette n'est pas réglementée, elle doit juste être recouverte d'un revêtement homologué, d'un seul tenant.
- Le cœur de la raquette qui relie le manche et la tête.
- Le manche est la partie avec laquelle on tient la raquette ; il peut être recouvert d'un « grip », ruban adhésif qui améliore la prise en main et amortit les chocs.

Masse indicative
- Raquette de tennis : plus de 280 g cordée
- Raquette de squash : plus de 130 g cordée
- Raquette de tennis de table : de l'ordre de 150 g
- Raquette de badminton : plus de 80 g cordée

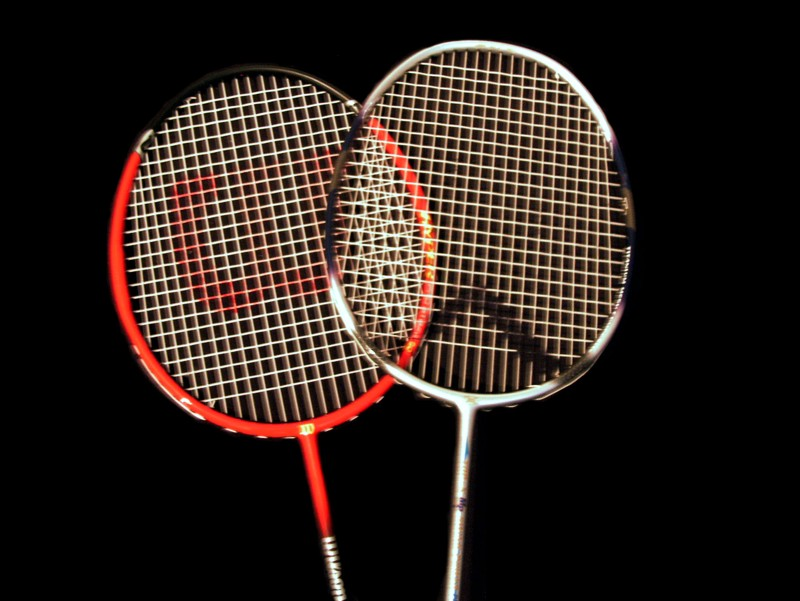
Raquettes de badminton.
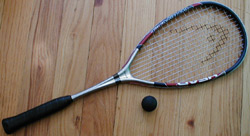
Raquette de squash.
Raquette de tennis de table.

## Raquette connectée
En 2014 est sortie une raquette de tennis connectée, avec des capteurs intégrés dans le manche, utilisée notamment par Rafael Nadal en 2015. Les données collectées durant le jeu (nombre de coups, puissance, effets, zone d'impact…) peuvent être envoyées vers un smartphone ou un ordinateur où elles sont analysées,.